# Saint-Romain-et-Saint-Clément
Saint-Romain-et-Saint-Clément é uma comuna francesa na região administrativa da Nova Aquitânia, no departamento Dordonha. Estende-se por uma área de 13,83 km². Em 2010 a comuna tinha 333 habitantes (densidade: 24,1 hab./km²).